# Traqueia bainha de sabre
Uma Traquéia bainha-de-sabre é uma traquéia que tem uma forma anormal causadas por doença pulmonar obstrutiva crônica. A área posterior da traquéia aumenta em diâmetro enquanto a medição lateral diminui.